# Stridsfordon 90
El Stridsfordon 90 (Strf 90) o Combat Vehicle 90 (CV90) és un vehicle de combat d'infanteria d'origen suec. El vehicle va ser codesenvolupat per Bofors i Hägglunds, Bofors s'encarregà de la torreta, l'armament i el muntatge final i Hagglunds s'ocupava de fabricar els xassís i el blindatge. Actualment és fabricat per BAE Systems Hägglunds AB.
La producció de Stridsfordon 90 va començar l'any 1993 i, avui en dia, encara se'n produeixen. Se n'han fabricat més de 1.170 unitats, que operen als exèrcits de sis països del nord d'Europa, i ha entrat en combat a la Guerra de l'Afganistan i a la Missió de les Nacions Unides a Libèria. A causa de les seves bones prestacions i de la gran exportació que se n'ha fet, el blindat Stridsfordon 90, disposa d'un gran nombre de variants.

## Història
Durant la Guerra Freda els soviètics van inventar el concepte de vehicle de combat d'infanteria, començant pel BMP-1 l'any 1966. Ràpidament el bloc occidental va adoptar el concepte i va crear una línia pròpia amb múltiples vehicles: el M2/M3 Bradley estatunidenc, el Warrior britànic... Suècia, a mitjans del 1980, va decidir crear el seu propi vehicle de combat d'infanteria aprofitant la tradicional indústria bèl·lica del país.
El desenvolupament del Stridsfordon 90 va començar l'any 1984. Les primeres proves es van realitzar al xassís, desarmat, per comprovar-ne la mobilitat, maniobrabilitat... Posteriorment, l'any 1988, es van fabricar cinc prototips del blindat amb torretes i es va tornar a provar el vehicle de forma intensiva en tot tipus d'entorns i condicions entre 1988 i 1991.
Acabades les proves, l'Exèrcit suec va firmar el primer contracte pel Strf 9040, o CV9040, i el març de 1991 es va començar a fabricar el primer model de CV9040, que es va entregar a l'Exèrcit de Suècia l'1 de novembre de 1993. La producció era, i continua sent, un procés que comença a les factories de Hagglunds on es fabrica el xassís i el blindatge del blindat i acaba a les fàbriques de Bofors on s'incorpora l'armament i es fan els acabats i muntatge final.
A mitjans de 1993, Suècia va encarregar-ne una segona entrega, a més d'encarregar-ne noves versions per fer altres tasques. Posteriorment, l'any 1994 i 1997 Suècia va encarregar més vehicles. L'entrega es va acabar el 24 de setembre de 2002, amb un total de 509 vehicles per l'exèrcit de Suècia.
Internacionalment, el CV90 ha tingut molt d'èxit. L'abril de 1995 Noruega va fer una competició entre l'ASCOD austríac/espanyol, el M2/M3 Bradley estatunidenc i el CV9030, que va guanyar el model suec.
Després també d'una competició internacional, l'any 1999 l'exèrcit de Suïssa va seleccionar el CV9030 CH, amb un total de 186 vehicles, per formar part del seu exèrcit.
Finlàndia va comprar 57 vehicles, anomenant-los CV9030 FIN, que es van entregar entre l'any 2002 i 2005. I a mitjans de 2004 en va encarregar 45 més.
El desembre de 2004, els Països Baixos van encomanar 184 CV90. I l'últim país que ha importat CV90 va ser Dinamarca el desembre de 2005 que va comprar 45 CV9035 entregats entre 2007 i 2009.

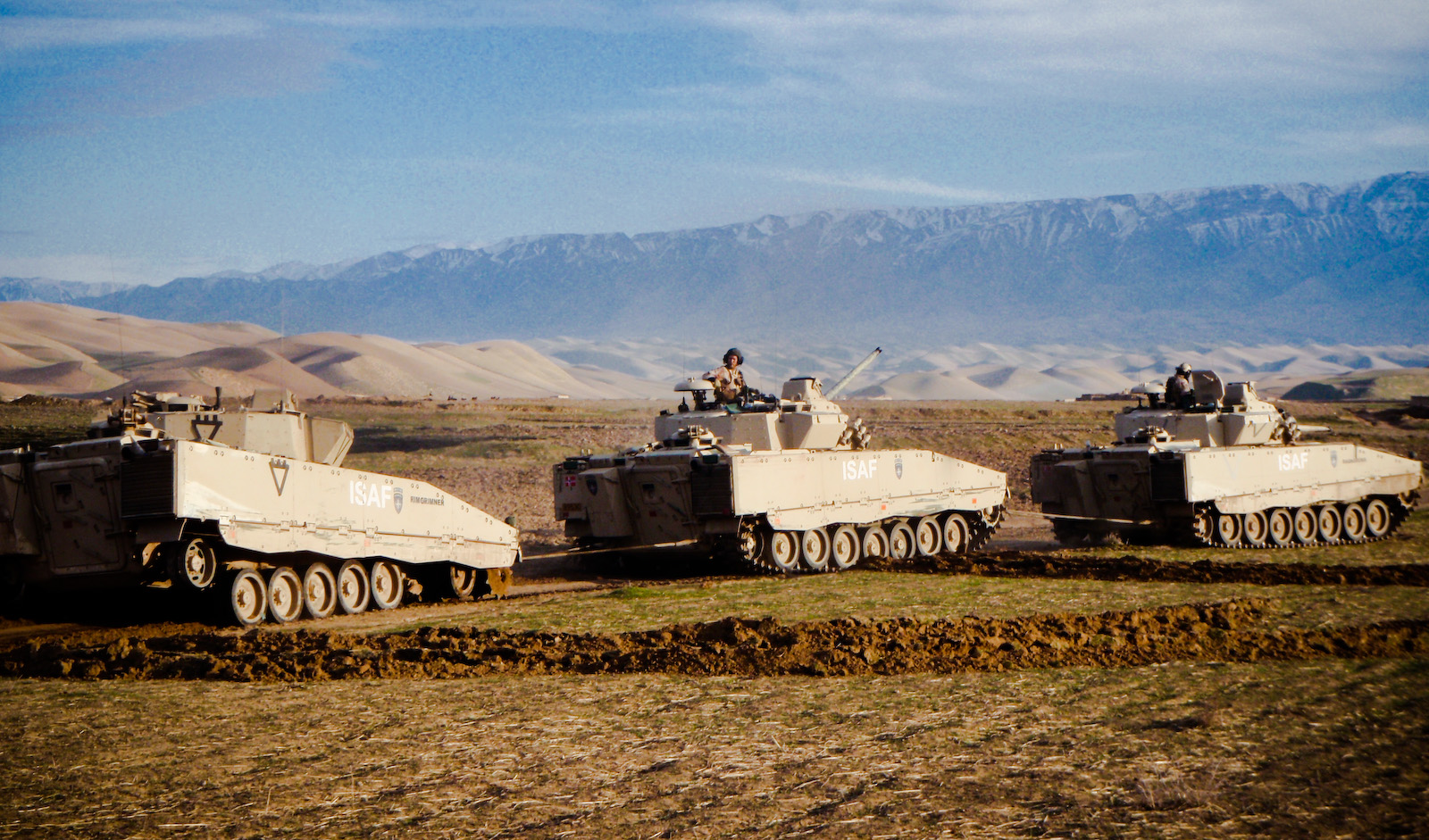
Un parell de CV 90 noruecs en protegeixen un tercer d'avariat per l'explosió d'un IED a l'Afganistan, on un tripulant hi va perdre la vida i dos més van ser ferits.

Paral·lelament a les vendes, el CV90 també va anar evolucionant i se'n van fer diverses variants.

## Característiques

### Blindatge i distribució
El cos del CV90 és una barcassa d'acer soldat amb la torreta centrada a sobre i una mica desplaçada cap a l'esquerra. La torreta i la barcassa són d'angles rectes exceptuant la part del davant, on té una lleugera inclinació. El canó automàtic al frontal inclinat de la torreta i sobresurt una mica del cos del blindat. Tot el conjunt es recolza sobre unes erugues compostes per 7 rodes de rodament, 1 roda de transmissió davantera i una de posterior. Protegint la suspensió i els corrons de retorn de cada eruga hi ha un faldó blindat.
El conductor s'assenta al frontal esquerre, el sistema motor va a la seva dreta. L'artiller i el comandant van al mig del blindat, el primer a la dreta i el segon a l'esquerra. A la part posterior hi van els soldats, que poden sortir per una gran escotilla del darrere, que s'obre cap a la dreta.
El blindatge d'acer del CV90 protegeix contra projectils perforants de 14,5 mm. La versió més nova del CV90 ofereix protecció de projectils més potents com munició APFSDS de 30 mm. A més a més, s'hi pot afegir blindatge reactiu addicional i una reixa exterior (per activar abans d'hora els projectils enemics) fent-lo molt més resistent a impactes de munició de càrrega buida.
A més a més, incorpora un sistema de defensa NBQ (contra perills nuclears, biològics i químics) per filtrat d'aire i d'un sistema d'apagat automàtic d'incendis.

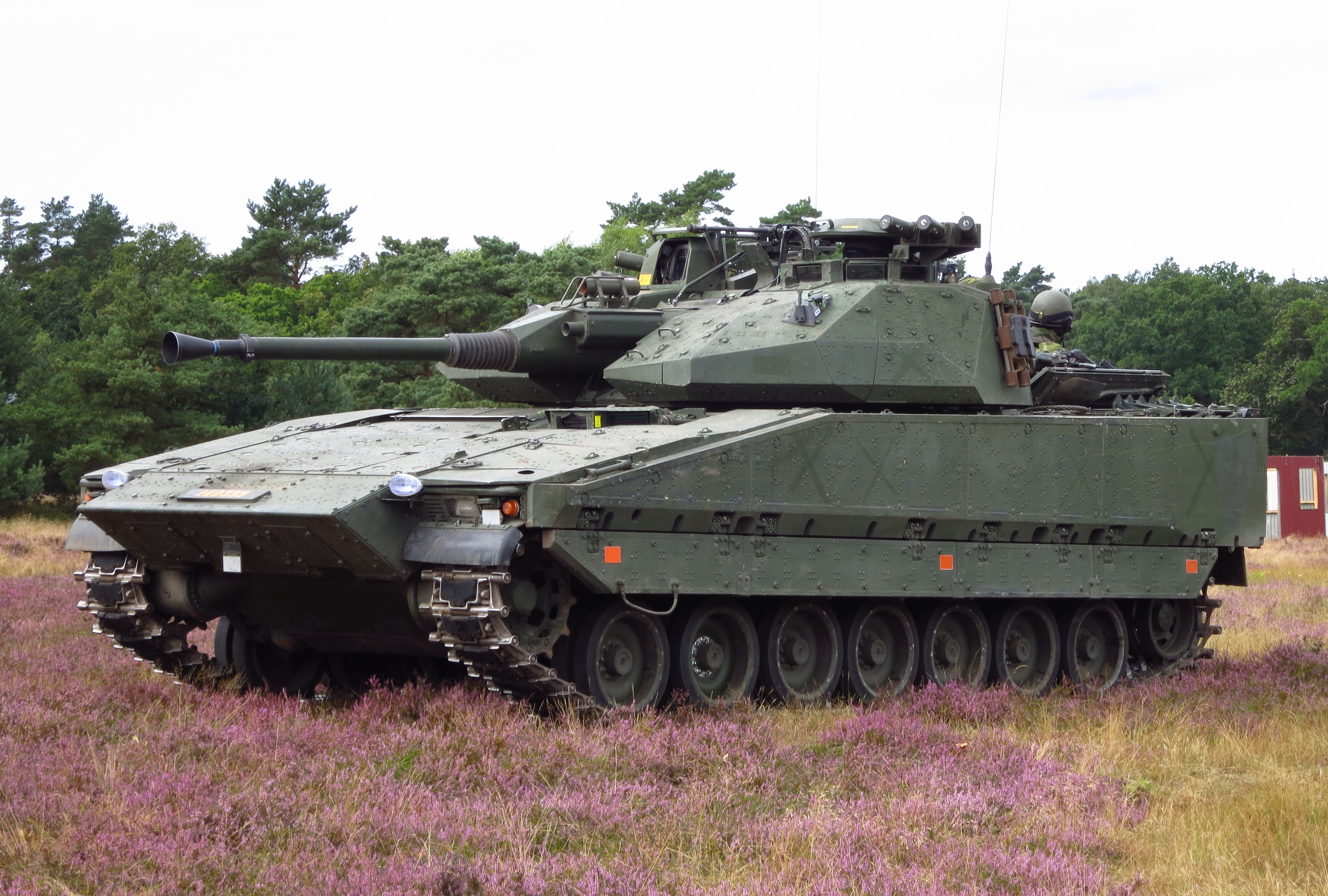
Fotografia d'un Stridsfordon 90 de l'Exèrcit suec.

### Armament

#### Armament principal
El CV90 va, normalment, armat amb un canó automàtic Bofors de 40 mm pels blindats de l'exèrcit de Suècia. En el cas dels vehicles d'exportació se sol incloure un canó Bushmaster II de 30 mm o un Bushmaster III de 35 mm. Sigui quin sigui el canó, el pot apuntar i disparar el comandant o l'artiller amb una cadència de 60 trets/minut o pot anar amb mode automàtic amb una cadència de foc de 300 trets/minut. S'estima que els blindats Stridsfordon 90 transporten una quantitat de 350 projectils pel canó. La capacitat de munició del canó és de 24 projectils, per carregar-lo un cop s'han consumit es necessiten 20 segons i s'ha de fer de forma manual.
L'abast efectiu del canó és de 2.000 m per objectius terrestres i 4.000 m per objectius aeris.
El canó va connectat a la torreta, que permet un gir de 360° i que pot ser operada manualment; quan es dispara el canó els casquets dels projectils s'expulsen pel sostre d'aquesta.

#### Armament secundari
L'armament secundari del Stridsfordon 90 és una metralladora coaxial de 7,62 mm Browning. Aquesta metralladora està muntada al costat esquerre del canó principal i l'estimació és que disposa de 1.200 cartutxos per disparar.
També disposa de dos grups de 3 llançagranades a banda i banda de la torreta. Aquests disposen de 6 granades de fum que permet al CV90 crear una densa cortina de fum.
Finalment, al darrere de la torreta hi ha un parell de morters Bofors Lyran de 71 mm que poden disparar bengales per il·luminar el camp de batalla amb un abast de 1.600 m.
Segons la variant del blindat aquest armament secundari pot variar.

### Sistema motor
El sistema motor del Stridsfordon 90 és un motor dièsel de fabricació sueca Scania DI 14 V-8 capaç de desenvolupar entre 550 CV i 810 CV, depenent de l'ajustament. Acoblat al motor hi ha una transmissió automàtica X-300-5N de Perkins Engines Company. Aquesta transmissió disposa d'un convertidor de parell i d'un sistema per tancar l'embragatge. Té un total de quatre marxes cap endavant i dues marxes cap enrere.

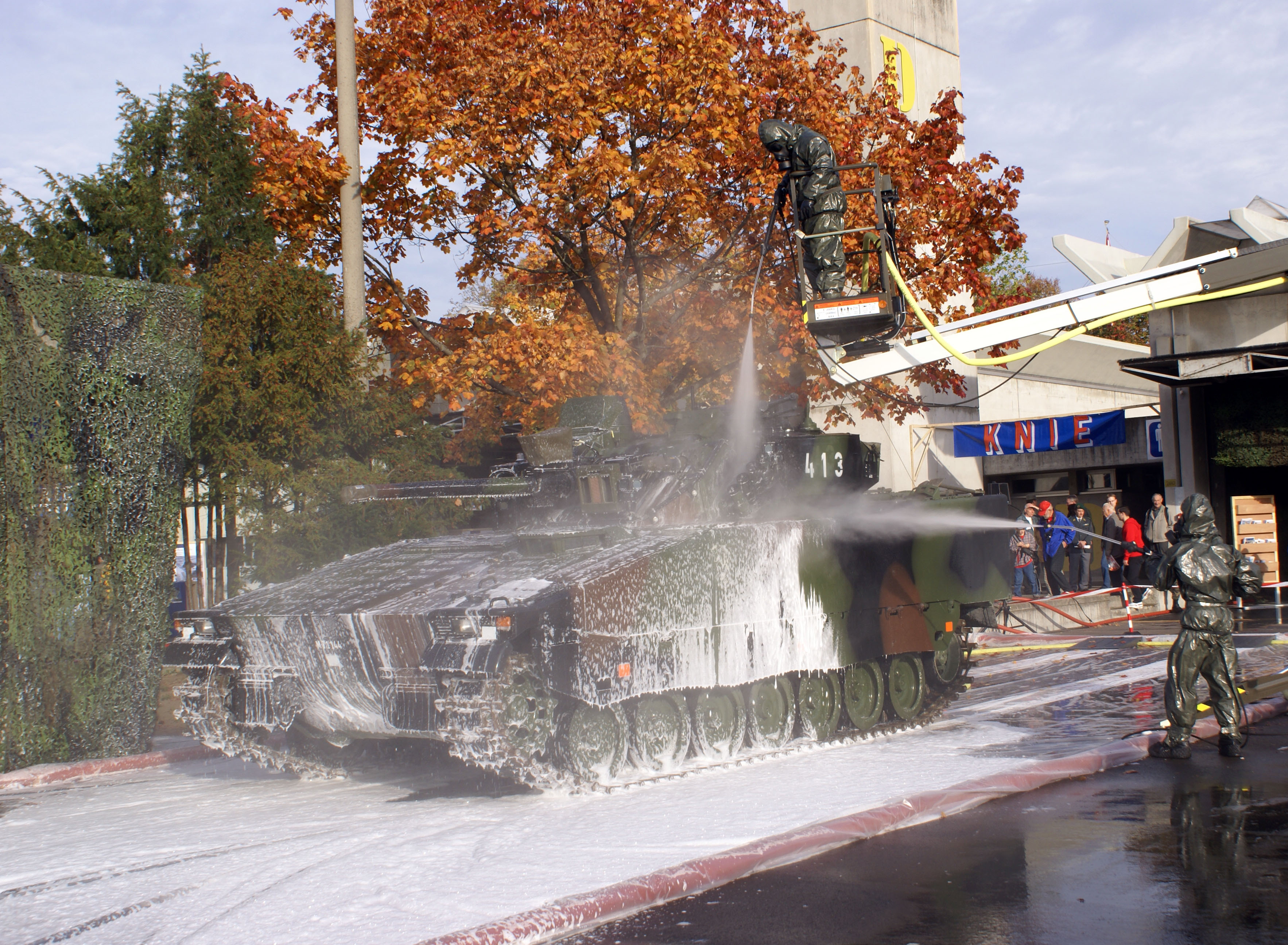
Simulacre de descontaminació d'un CV90 de l'Exèrcit de Suïssa obert al públic.

El CV90 té una velocitat màxima per carretera de 70 km/h i 45 km/h camp a través, amb una autonomia de 320 km. La suspensió és de tipus barra de torsió. A més a més, el conductor disposa d'un ajustador de tensió de les cadenes que li permet ajustar les dues erugues sense haver de sortir del blindat. A les rodes de rodament 1, 6 i 7 hi ha uns amortidor de fricció.
El vehicle pot superar rius i altres obstacles aqüàtics, però abans s'ha de fer una breu preparació. El motor, al complet, es pot canviar en 15 minuts. El tub d'escapament està situat a ambdós laterals del vehicle a la part del darrere.

### Equip electrònic i òptic
L'artiller disposa d'un visor Saab UTAAS (Universal Tank and Anti-Aircraft System) que permet apuntar tant a tancs com vehicles aeris. Disposa també de visió nocturna i d'un telèmetre làser.
El CV90 també té un visor nocturn, del grup Kollsman, i una computadora de tir. A més a més de la protecció NBQ, el blindat també disposa d'un detector de químics i de radiació.
El Stridsfordon 90 també té un filtre que pot absorbir la calor per donar una protecció temporal contra míssils guiats per calor o per no ser vist per càmeres tèrmiques o d'infraroigs. Tot el disseny del CV90, de fet, està pensat per ser molt difícil de localitzar.

## Variants
- CV9040: És el model original equipat amb un canó Bofors de 40 mm. És usat per Suècia.
- CV9040A: És el primer model millorat amb el canó estabilitzat mitjançant giroscopis. Usat per Suècia.
- CV9040B: Millorat amb un canó completament estabilitzat, encara que té una pitjor elevació. Usat per Suècia.
- CV9040C: Versió per missions internacionals amb un blindatge contra tota mena de projectils i amb un sistema de climatització per altes temperatures. Usat per Suècia.
- CV9030: Versió d'exportació amb un canó automàtic Bushmaster II. Usat per Noruega, Suïssa i Finlàndia.
- CV9035: Model armat amb un canó automàtic Bushmaster III 35/50. Usat pels Països Baixos i per Dinamarca.
- CV90105: És una versió que transforma el CV90 en un tanc lleuger. Equipat amb un canó de 105 mm d'ànima ratllada, va ser dissenyat per BAE Systems i GIAT.

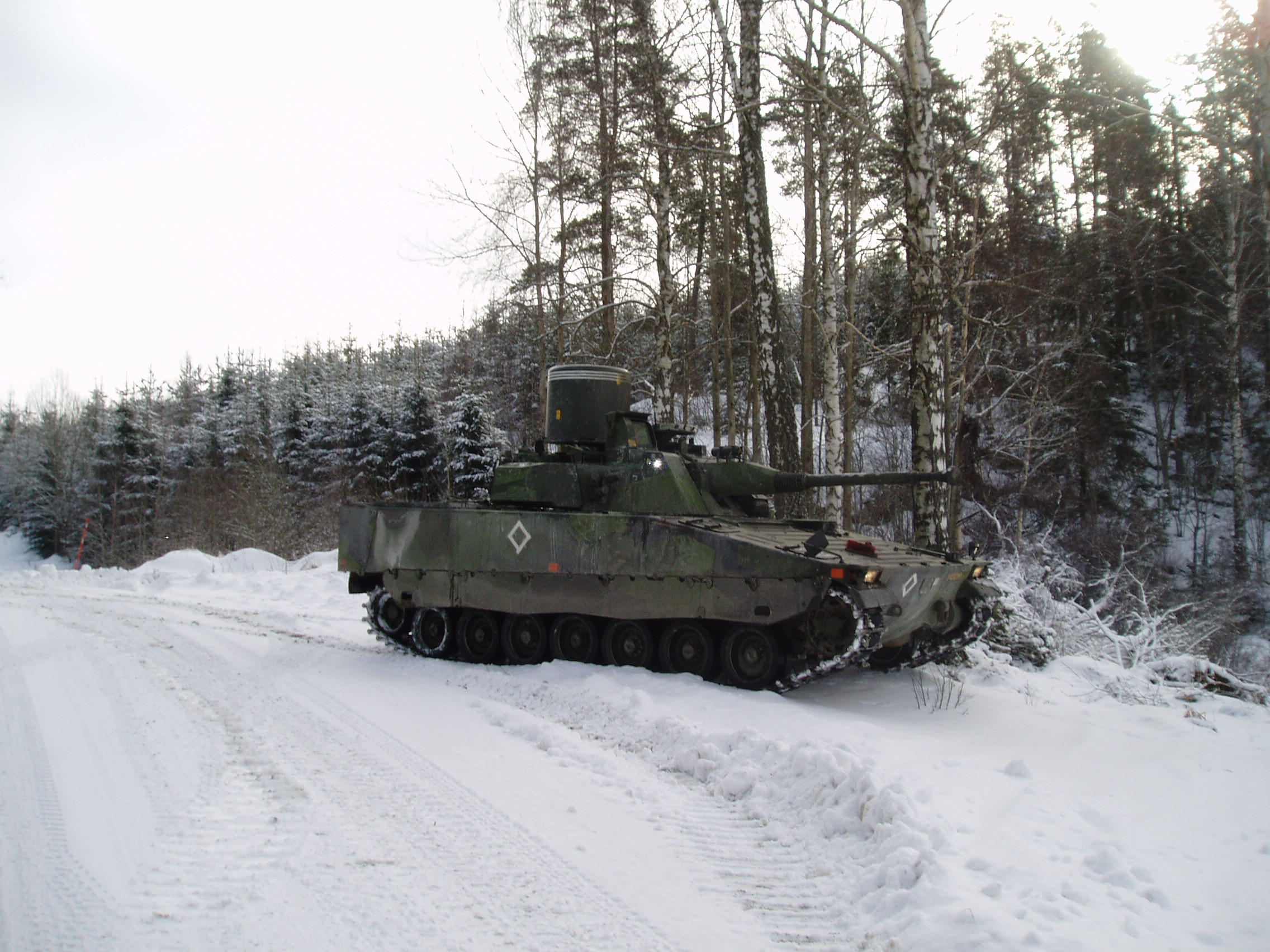
Stridsfordon 90 versió antiaèria (CV9040 AAV) de l'exèrcit suec, a sobre la torreta s'hi pot observar un cilindre metàl·lic, que és el radar.

- CV90120-T: És una altra versió en tanc del CV90. Equipat amb un canó de 120 mm d'ànima llisa.
- CV9040 AAV (TriAD): Versió antiaèria del Stridsfordon 90. Va equipat amb un radar, dins d'un radom, a la torreta i un canó automàtic de 40 mm que es pot elevar més que el model convencional.
- CV90 Command vehicle: Versió de comandament del CV90.
- CV90 Forward observation vehicle: És una variant d'exploració i observació amb un sistema de sensors infrarojos més avançats.
- CV90 Armored Recovery Vehicle: Model amb grua i equip de reparació per recuperar i fer manteniment d'altres tancs o vehicles en el camp de batalla.
- CV9056: Prototip equipat amb míssils antitanc Bofors RB56.
- Armadillo: Versió que transforma el Stridsfordon 90 en un transport blindat de personal amb un blindatge reforçat.
- GRKPBV90120: Model que disposa d'un parell de morters bessons de 120 mm en comptes de canó i que serveix per donar suport artiller.

Les versions de comandament, observació i recuperació només estan equipades amb una metralladora.

## Història operativa

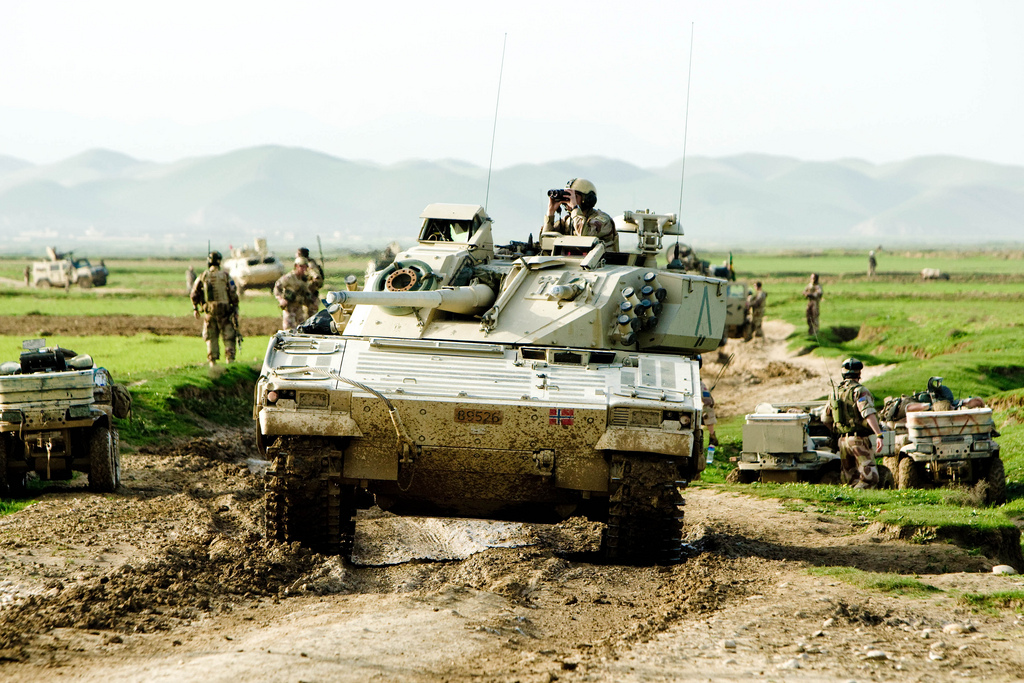
Soldats noruecs desplegats a Faryab, Afganistan. En primer pla un blindat Stridsfordon 90.

El blindat Stridsfordon 90 no va entrar en combat fins a l'any 2007, tot i estar en servei des de l'any 1993. Noruega, com a part de la coalició de l'ONU per mantenir la pau, va enviar tropes a l'Afganistan, inclosos blindats CV90. També Suècia i Dinamarca van enviar alguns dels seus blindats CV90 a l'Afganistan.
Allà els principals enemics eren els talibans, lluitant amb tècniques de guerra de guerrilles en entorns molt aspres i secs. A més a més, els talibans, feien un ús intensiu de mines i artefactes explosius improvisats (IED), que representaven un perill molt important pels blindats.
En aquest entorn hostil, calent i sec el CV90 va demostrar ser un vehicle de combat fiable i eficaç tot i haver estat dissenyat per entorns freds, lluitant contra enemics a llarga distància i resistint l'impacte de mines i altres explosius. Tot i així, algunes explosions han aconseguit matar part de la tripulació del vehicle.
També s'han desplegat Stridsfordon 90 de Suècia a Libèria.

## Operadors
L'any 2022 el CV90 era operat pels següents estats, segons The International Institute for Strategic Studies:
- Dinamarca: 44 CV9035DK o MkIII.[8][3]
- Estònia: 44 CV9035EE, inclosos dos vehicles de comandament.[9]
- Finlàndia: 102 CV9030FIN (57 primera entrega, 45 segona entrega).[10][7]
- Noruega: 21 CV9030 de reconeixement, 76 CV9030N regulars, 15 unitats de vehicles de comandament, 16 CV90 STING per tasques d'enginyeria i 16 CV9030 equipats amb un morter de 81 mm.[11]
- Països Baixos: 117 CV9035NL més 32 unitats emmagatzemades.[12] El contracte inicial va ser de 184 blindats i posteriorment es va incrementar a 193.[7]
- Suècia: 369 CV9040, amb blindatge addicional, inclosos 54 blindats de comandament. A més a més, Suècia també disposa de 40 CV90 Mjölner (Gkpbv 90) equipats amb un morter de 120 mm.[13][5]
- Suïssa: 154 CV9030CH i 32 blindats de comandament.[11][7]